# Tlacoapa
Tlacoapa es una población del estado de Guerrero, cabecera del municipio de Tlacoapa. 

## Toponimia
El nombre de Tlacoapa proviene de los vocablos náhuatl tlacotl-tlacote, jarilla; atl-agua; y pan-sobre, y en español significa "jarillas sobre el agua" o "agua sobre la cual hay jarillas".
Cecilio Robelo, en su obra «Sinopsis Toponímica Nahoa» señala que la palabra Tlacopan significa "sobre la jarilla".

## Geografía
La localidad está ubicada en la posición 17°3′0″N 98°34′1″O / 17.05000, -98.56694, a una altitud de 1411 m s. n. m. Se encuentra a 203 kilómetros de la capital del estado.
Según la clasificación climática de Köppen, el clima corresponde al tipo Aw - Tropical seco.

## Demografía
Según los datos obtenidos en el censo de 2020, Tlacoapa tiene 1781 habitantes, lo que representa un incremento promedio de 1.9% anual en el período 2010-2020 sobre la base de los 1486 habitantes registrados en el censo anterior. Ocupa una superficie de 0.7915 km², lo que determina al año 2020 una densidad de 2250 hab/km².
| Gráfica de evolución demográfica de Tlacoapa entre 2000 y 2020    |
|                                                                   |
| Fuente: Instituto Nacional de Estadística Geografía e Informática |

En el año 2010 estaba clasificada como una localidad de grado muy alto de vulnerabilidad social.
La población de Tlacoapa está mayoritariamente alfabetizada (6.46% de personas analfabetas al año 2020) con un grado de escolarización en torno de los 9.5 años. El 94.16% de la población es indígena.